# Mekarbakti (Pamulihan)
Mekarbakti is een bestuurslaag in het regentschap Sumedang van de provincie West-Java, Indonesië. Mekarbakti telt 5188 inwoners (volkstelling 2010).